# Baranello
Baranello es una localidad y comune italiana de la provincia de Campobasso, región de Molise, con 2.745 habitantes.

## Evolución demográfica
| Gráfica de evolución demográfica de Baranello entre 1861 y 2001 |
|                                                                 |
| Fuente ISTAT - elaboración gráfica de Wikipedia                 |